# Vincenzo Lupoli

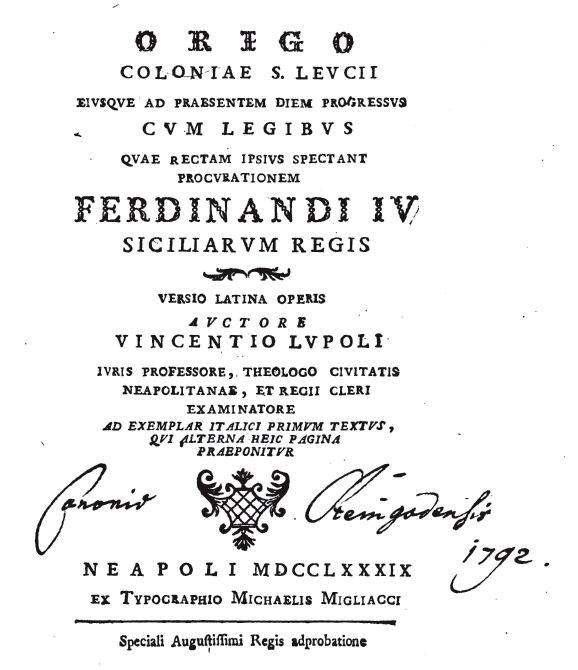
Portada del libro Origen de la población de S. Leucio y sus progresos hasta los días de hoy con las leyes correspondientes al buen gobierno de ella, escrito en 1789 por Vincenzo Lupoli.

Vincenzo Lupoli (Frattamaggiore, Reino de Nápoles, 7 de noviembre de  1737 – Cerreto Sannita, Reino de Nápoles, 1 de enero de 1800) fue un obispo católico, jurista y literato italiano.

## Biografía
Nació en Frattamaggiore, a unos pocos kilómetros de Nápoles, de Silvestro Lupoli y Alessandra Spena. Se inscribió en el seminario de Aversa, donde, con solo veinte años de edad, enseñó materias literarias. El 20 de septiembre de 1760 fue ordenado sacerdote.
Enseñó en el seminario de Aversa hasta 1764, cuando se mudó a Nápoles, donde inicialmente impartió clases particulares y luego, en 1774, obtuvo la cátedra de Derecho Civil en la Real Universidad de los Estudios. En este período dio a las prensas el libro Istituzioni Canoniche ("Instituciones Canónicas"), que obtuvo una óptima acogida de la crítica. En 1781 escribió Istituzioni di Diritto Napolitano, ("Instituciones de Derecho Napolitano") y en 1786 publicó el texto Diritto Civile Giustinianeo ("Derecho Civil de Justiniano"). En 1787 fue nombrado "examinador" del Clero Real y se volvió socio de varias academias literarias. Fue autor de diferentes epígrafes y lápidas conmemorativas. 
Gracias a su fama de jurista y literato recibió el cargo de traducir en latín las Leggi Ferdinandee ("Leyes de Fernando") de la Colonia Real de San Leucio. Además escribió un específico ensayo sobre San Leucio, con el título "Origen de la población de S. Leucio y sus progresos hasta los días de hoy con las leyes correspondientes al buen gobierno de ella". El rey Fernando I de Borbón-Dos Sicilias pidió muchas copias de esta obra y las distribuyó a aristócratas y literatos de idioma alemán durante un viaje a Viena en 1790. 
El 27 de febrero de 1792 fue designado obispo de la diócesis de Telese o Cerreto y fue consagrado el 4 de marzo del mismo año. Apenas llegado a la diócesis, trabajó para restablecer el culto de los santos paleocristianos Palerio y Equizio, consiguiendo el consentimiento de la Sagrada Congregación de Ritos en 1795. Lupoli obtuvo por el arzobispo de Benevento Francesco Maria Banditi una clavícula de los dos santos, que hizo custodiar en relicarios en la Catedral de Cerreto Sannita; los relicarios fueron consagrados solemnemente el 5 de noviembre de 1797.
Afectado por una grave enfermedad, que lo obligó a alejarse de la sede obispal por muchos meses, murió el 1 de enero de 1800.